# Когнитивная метафора
Когнитивная (концептуальная) метафора — одна из основных ментальных операций, способ познания, структурирования и объяснения окружающего нас мира, пересечение знаний об одной концептуальной области в другой концептуальной области. Она формирует и воспроизводит фрагменты опыта данной культурной общности.

## Происхождение термина

### Эл Маккормак
В XX веке метафора становится для лингвистики объединяющим феноменом, исследование которого положило начало развитию когнитивной науки. Более детальному рассмотрению метафоры как способу мышления в рамках когнитивной лингвистики посвящена работа Эла Маккормака «Когнитивная теория метафоры», в которой он характеризует метафору как один из видов познавательного процесса, который включает в себя получение новых знаний об окружающем мире. Имеется в виду, что при внутреннем анализе метафоры мы обнаруживаем содержащиеся в ней когнитивные процессы, которые и позволяют нам получить новые сведения.
По Маккормаку причиной возникновения метафоры является сопоставление человеческим разумом семантических концептов, в жизни несопоставимых. С одной стороны, метафора подразумевает сходство между свойствами её составляющих, поскольку она должна быть понята, а с другой стороны — несходства между ними, так как метафора имеет цель создать некий новый смысл.

### Дж. Лакофф и М. Джонсон
Постановка вопроса о концептуальной метафоре дала толчок исследованиям в сфере мыслительных процессов человека. Это помогло сделать вывод о том, что метафора — это прежде всего прием мышления о мире, переведенный в словесную форму. Данной проблематикой занимались такие лингвисты 70-х — 80-х годов, как А. Хили, Р. Харрис, А. Ортони, Р. Рейнолдс и другие. Наиболее четко концептуальная теория метафоры сформулирована у Дж. Лакоффа и М. Джонсона. В своей работе «Метафоры, которыми мы живем» они описали концептуальную метафору как пересечение знаний об одной концептуальной области в другой концептуальной области.
Основные из постулатов, отстаиваемых в названной работе, таковы:
Концептуальная метафора — это не «сокращенное сравнение», не один из способов украшения речи и даже не свойство слов и языка в целом. В представлении современной когнитологии, метафора — это одна из основных ментальных операций, это способ познания, структурирования и объяснения окружающего нас мира. «Метафора проникает в повседневную жизнь, причем не только в язык, но и в мышление и действие. Наша обыденная понятийная система, на языке которой мы думаем и действуем, по сути своей метафорична»
Утверждение о способности метафоры творить «новую реальность» Лакофф и Джонсон подкрепляют не только примерами, но и логическими суждениями типа: так как значительная часть повседневной реальности осмысляется в метафорических терминах и наше представление о мире также отчасти метафорично, следовательно, метафора играет весьма существенную роль в установлении новой для нас реальности.

## Примеры
- СПОР — ВОЙНА

Наличие данной метафоры подтверждается обширным рядом высказываний типа:
Я не мог победить его в споре;
Он разгромил все мои доводы;
Вы не сможете защитить свои утверждения;
Его замечания били точно в цель;
Не стоит прибегать к этой стратегии: противник сотрет Вас с лица земли;
Не согласны? — Ваш выстрел! — и т. п.
«Хотя физической битвы нет, — пишут Лакофф и Джонсон, — происходит словесная битва, и структура спора — атака, оборона, контратака и т. д. — отражает это». Таким образом, можно сделать вывод, что суть метафоры заключается в «понимании и переживании сущности одного вида в терминах сущности другого вида».
- ЛЮБОВЬ — БОЛЕЗНЬ

Любовь определяется как болезнь, от которой человек страдает.
«У меня все сжимается в животе. Любовь съедает меня изнутри»
« Два мучительных триместра понадобилось ему, чтобы разобраться в симптомах…Это была любовь»
- СОЗНАНИЕ — ПУТЬ

Сознание является дорогой, по которой движется человек, преодолевая препятствия : совершить краткую прогулку по извивам своих умов; продвигаться среди книжных стопок, ощущая себя в лабиринте
- Концептуальные метафоры обладают способностью создавать новую реальность. Если новая метафора становится частью нашей понятийной системы и является фундаментом нашей реальности, она меняет эту систему и все происходящие из не представления и действия

Например, западное влияние на мировые культуры частично объясняется внесением в них протестантской метафоры ВРЕМЯ — ДЕНЬГИ, которая используется повсеместно: повременная оплата телефонных разговоров, почасовая оплата труда, тарифы за пользование гостиницей, годовые бюджеты, проценты по займам, выполнение общественных обязанностей, связанное с тратой на них определённого времени
- В отечественной когнитологии профессор А. П. Чудинов в монографии «Россия в метафорическом зеркале: когнитивное исследование политической метафоры (1991—2000)» на примере материалов, полученных из СМИ, исследует функции метафоры в российском политическом пространстве. Одной из сфер для заимствования лексических средств и смыслов для метафор является сфера «Человек». Политики и публицисты часто используют высказывания типа: лицо исполнительной власти, хребет рыночной экономики, доступ к уху президента, сердце Урала, поиграть мускулами, голосовать ногами, леса — легкие планеты, деньги — кровь экономики, нож в спину демократии и т. п. Эти примеры позволяют сформулировать когнитивную метафорическую модель ПОЛИТИЧЕСКАЯ ЖИЗНЬ — ЧЕЛОВЕЧЕСКИЙ ОРГАНИЗМ.

Развитие теории метафоры — в книге Коктыша К. Е. «Теория метафоры и политические институты» (2019): автор выявляет связь корневых метафор с типом доминирующего в политсистеме института, который может являться либо институтом власти (символическая фигура вождя), либо нормативным институтом (символическая фигура жреца), либо экономическим институтом (символическая фигура купца). Политический процесс таким образом может быть представлен как конкуренция трех систем метафор, каждая из которых претендует на всеохватную интерпретацию реальности.